# Iľanovianka
Iľanovianka je potok na středním Liptově, protéká územím města Liptovský Mikuláš. Je to levostranný přítok Váhu a má délku 11,5 km.

## Pramen
Pramení v Nízkých Tatrách, v geomorfologickém podcelku Ďumbierské Tatry, na jihozápadním svahu Krakovy hoľe (1751,6 m n. m.) v nadmořské výšce přibližně 1 690 m n. m.

## Popis toku

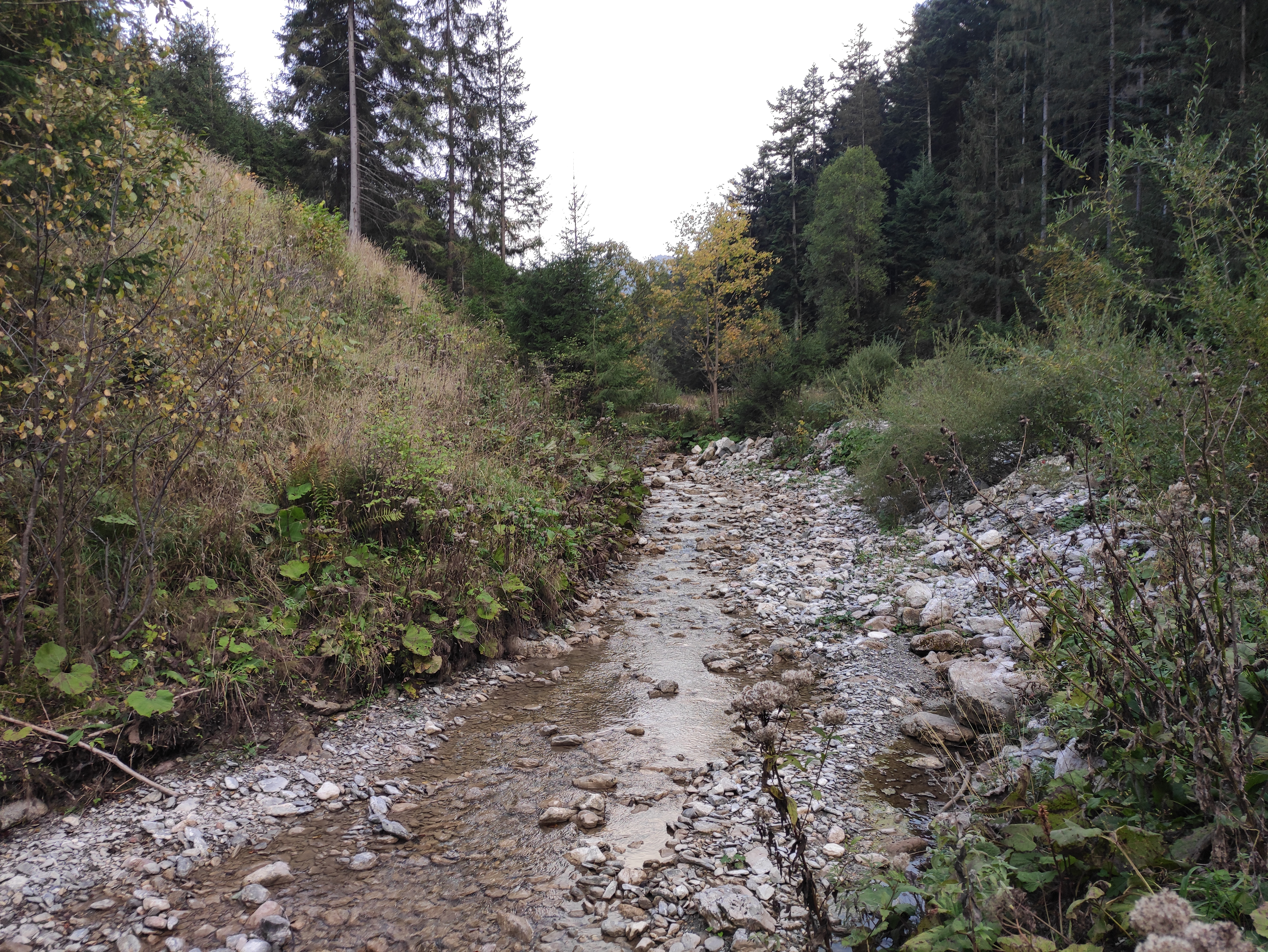
Potok Iľanovianka (2023)

Potok teče na sever přes Demänovské vrchy, zprava nejprve přibírá dva krátké přítoky ze severních svahů Krakovy hoľe, ohýbá se na východ k sedlu pod lázně (1 131,1 m n. m.) a teče severozápadním směrem. Následně se stáčí na sever, přičemž koryto vytváří výrazný oblouk ohnutý k západu. Na středním toku protéká Iľanovskou dolinou. Zprava přibírá přítok od vrchu Poludnica (1 548,7 m n. m.), zleva od Iľanovského sedla (1 253 m n. m.). Na dolním toku napájí malou vodní nádrž a vstupuje do Liptovské kotliny, do geomorfologické části Ľubeľské pahorkatiny a teče přes intravilán obce Iľanovo. Nakonec přibírá z pravé strany svůj nejvýznamnější přítok, Lažtek, a na jižním okraji města Liptovský Mikuláš ústí v nadmořské výšce cca 584 m n. m. do Váhu.